# لیگت
لیگت (به مجاری:  Liget) یک شهرداری در مجارستان است که در ناحیه کوملو واقع شده‌است. لیگت ۱۲٫۰۷ کیلومتر مربع مساحت و ۴۵۳ نفر جمعیت دارد.